# محمد شكري الأسطواني
محمد شكري الأسطواني (1290- 1375 هـ/ 1873- 1955 م)، فقيه من فقهاء المذهب الحنفي في دمشق، صوفي نقشبندي الطريقة، شغل منصب المفتي العام في الجمهورية العربية السورية.

## ولادته ونسبه وسيرته
هو محمد شكري بن راغب بن صالح بن سعيد الأسطواني. ولد بدمشق سنة 1290هـ، وكان والدهُ فقيهًا ومحدثًا وخطيبًا في الجامع الأموي ونائب في المحاكم الشرعية غير أنه توفي وابنه لم يجاوز الثلاث سنوات. درس محمد شكري في المدرسة السفرجلانية وتلقى العلم عن علماء دمشق منهم الشيخ محمد بن حسن البيطار تلميذ ابن عابدين، ومفتي دمشق الشيخ محمد المنيني، والشيخ بكري العطار، ونال منهم إجازات علمية.
عين أول أمره أستاذًا في المدرسة السباهية بدمشق، ثم لازم دائرة إفتاء الشام في عهد المفتي الشيخ محمد المنيني حتى أصبح أمينًا للفتوى سنة 1918م، وفي سنة 1357هـ جُعِل وكيلاً للمفتي بعد وفاة المفتي محمد عطا الكسم، ثم انتخب مفتيًا عامًا للجمهورية السورية بالإجماع بمقتضى المرسوم المؤرخ في 13 صفر 1360هـ، بعد سنوات من شغور المنصب وبقي يشغله حتى وفاته.

## أعماله
كتب الكثير من المخطوطات وأصدر آلاف الفتاوى، وكان قد نال في العهد التركي رتبة إزمير. 

## وفاته
توفي بدمشق في 23 صفر 1375هـ/11 أكتوبر 1955م، ودفن في مقبرة والدتهِ في تربة الذهبية من مقبرة الدحداح. 